# Programma PrecisieLandbouw
Het Programma PrecisieLandbouw (PPL) was een stimuleringsprogramma van de Nederlandse overheid en het agrarisch bedrijfsleven. Het toepassen van precisielandbouw kan ervoor zorgen dat de land- en tuinbouw een hoger rendement heeft én minder CO2-uitstoot. Het programma bevordert Controlled Traffic Farming (CTF; gestuurde landbouw), precisiebemesting en -gewasbescherming. Via teeltregistratie (tracking & tracing) kan nauwkeurig op elk moment worden bekeken hoe gewassen worden geteeld en verwerkt. Het programma was in 2010 gestart.

## Controlled Traffic Farming
Met Controlled Traffic Farming kan een landbouwwerktuig geautomatiseerd bewerkingen uitvoeren. Het werkt met het GPS-net - met ontvangers op trekkers en werktuigen waardoor er op circa 30 cm nauwkeurig kan worden gewerkt - en met het Realtime Kinematic Netwerk (RTK) - een speciaal GPS-netwerk dat werken op 2 cm nauwkeurig mogelijk maakt. De precisie loopt uiteen van bijvoorbeeld 50 cm voor chemische behandelingen tot 2 cm voor het mechanisch schoffelen in een rij planten. Het systeem maakt het mogelijk om steeds op eenzelfde plek te rijden en zo overlapping in de behandeling van het stuk grond te voorkomen. In plaats van het besturen kan de chauffeur zijn aandacht meer op het veld richten. Vanaf de trekker of de maaidorser kunnen opbrengstkaarten, voor bijvoorbeeld graan, worden gemaakt. De opbrengst kan later gekoppeld worden aan andere kaarten over de bodem, toestand, bemesting of grondbewerking. Met de informatie kan de agrariër voor het opvolgende jaar plaatsspecifiek behandelingen inplannen, zoals het toedienen van extra mest op een stuk grond waar eerder de opbrengst minder was.

### Knelpunten
- De kaart volgens de Geografische informatiesystemen (GIS) moet overeenkomen met de feitelijke perceelgrenzen, dit moet betrouwbaar ingemeten zijn. Voor het inmeten moeten goede, publiek beschikbare, definities worden opgesteld en meetprotocollen worden omschreven. In 2010 werd de Basisregistratie percelen van Nederland op 25 cm nauwkeurig gemaakt (voorheen kon dit 6 m afwijken). Met een nauwkeuriger kaart kunnen verschillende gebruikers, zoals boeren en loonwerkers, beter samenwerken.
- Bij RTK moeten problemen rond prijsstelling, betrouwbaarheid van dataverbindingen en databeschikbaarheid worden opgelost. In 2010 waren er nog verschillende systemen naast elkaar die elkaar kunnen storen.
- Netwerk RTK gebruikt een (landelijk) net van GPS-basisontvangers die via een centrale en software aan elkaar gekoppeld zijn. RTK met een enkele basisontvanger heeft slechts een beperkt bereik en wordt steeds onnauwkeuriger naarmate men verder van de basis afrijdt. Netwerk RTK interpoleert tussen meerdere stations en biedt de gebruiker individuele correcties waardoor men overal eenzelfde, hoge kwaliteit haalt.
- Voor de elektronische samenwerking tussen trekkers en werktuigen wordt met de standaard ISOBUS ISO11783 gewerkt. Wereldwijd wordt gewerkt aan het invoeren van deze standaard en worden werktuigen hiervoor aangepast.
- Voor het verwerken van GIS-informatie in de managementcomputer van de boer is een nieuwe standaard nodig: Electronic Data Interchange Teelt-Plus
- Er is meer inzicht nodig in voor- en nadelen van bepaalde grondbewerking, bijvoorbeeld niet-kerende of ondiepe grondbewerking in aardappelen en bieten.

## Precisiebemesting
Bij precisiebemesting worden gewassen nauwgezet voorzien van de juiste vorm plantenvoeding, in de juiste dosering en op het juiste tijdstip. Hierdoor is er weinig verlies dat in het milieu terecht komt.
De gewasontwikkeling is te volgen met remote sensing opnamen die vanuit een observatiesatelliet die om de aarde draait worden gemaakt. Een precisiebemester kan met specifieke sensoren de stikstofconcentratie in het gewas meten, en daarop meer of minder toedienen Oogstmachines kunnen de opbrengst meten. dit alles kan in kaarten worden vastgelegd (kartering). 
In de precisielandbouw kan men meten hoe de mineralenkringloop onder verschillende (bodem)omstandigheden verloopt. Op basis hiervan worden plaatsspecifieke bemestingsadviezen opgesteld, waarbij een optimale gift te berekenen is onder tal van omstandigheden. De besparing die hiermee mogelijk wordt is goed voor de boer en het milieu.
Een vervolg hierop is het toepassen van sensoren om de beschikbaarheid van mineralen gedurende het groeiseizoen vast te stellen. Hierdoor kan de bemesting beter worden geregeld. Een bemestingsadvies kan worden gekoppeld aan een beregeningsadvies.
In Nederland worden modellen gemaakt voor bemestingsadviezen waarbij deze worden vergeleken met sensorwaarnemingen. Boeren kunnen de sensorwaarnemingen gebruiken voor het advies. Adviezen betreffen bijvoorbeeld de Normalized difference vegetation index (NDVI) die de  vitaliteit van het gewas in beeld brengt of Red edge position (REP) dat informatie verstrekt over de stikstofconcentratie in het gewas.

## Precisiegewasbescherming
Het precisielandbouwprogramma combineert geo-informatie over bodem, water en gewas, waarmee het adviezen ontwikkelt voor pleksgewijze gewasbescherming bij de verbouw van akkerbouwgewassen. Hiervoor is nodig:
- Software: GEO-BOS, een beslissingsondersteunend systeem met adviezen en plaatspecifieke behandelkaarten voor de uit te voeren gewasbescherming.
- Hardware: landbouwspuiten met ISOBUS-koppelingen.
- Beeldherkenning voor schoffelen: computers interpreteren videobeelden waardoor er om een plant heen geschoffeld kan worden. Met deze toepassing wordt de landbouw minder afhankelijk van chemische onkruidbestrijding.

Als per plant wordt waargenomen, kan ook per plant met herbiciden onkruid worden bestreden of gewas worden behandeld met fungiciden of insecticiden. Ook detectie van ziekten met sensoren opent hiervoor nieuwe mogelijkheden. Modellen die de relatie tussen schimmelaantasting, sensorbeeld en opbrengst vertalen, helpen hierbij.

## Samenwerking overheid en bedrijven
De overheid en de bedrijven hebben eerst samen in een gezamenlijke visie vastgelegd ten aanzien van het belang van hun samenwerking. Daarna nam de overheid de verantwoordelijkheid voor het kennisdelen, de integratie en standaardisatie en in de samenwerking en de organisatie; de bedrijven zegden toe te investeren in CTF, precisiebemesting en -gewasbescherming. Deze op innovatie gerichte samenwerking is een vorm van publiek-private samenwerking en wijkt af van de gebruikelijke manier van subsidiëren van nieuwe technieken door de overheid. Hierdoor hoeft er geen uitgebreide verantwoordende administratie te worden gedaan.